# Poladpur
Poladpur è una suddivisione dell'India, classificata come census town, di 5.297 abitanti, situata nel distretto di Raigad, nello stato federato del Maharashtra. In base al numero di abitanti la città rientra nella classe V (da 5.000 a 9.999 persone).

## Geografia fisica
La città è situata a 18° 00' 16 N e 73° 27' 40 E.

## Società

### Evoluzione demografica
Al censimento del 2001 la popolazione di Poladpur assommava a 5.297 persone, delle quali 2.660 maschi e 2.637 femmine. I bambini di età inferiore o uguale ai sei anni assommavano a 704, dei quali 360 maschi e 344 femmine. Infine, coloro che erano in grado di saper almeno leggere e scrivere erano 3.929, dei quali 2.112 maschi e 1.817 femmine.